# 祥鳳 (空母)

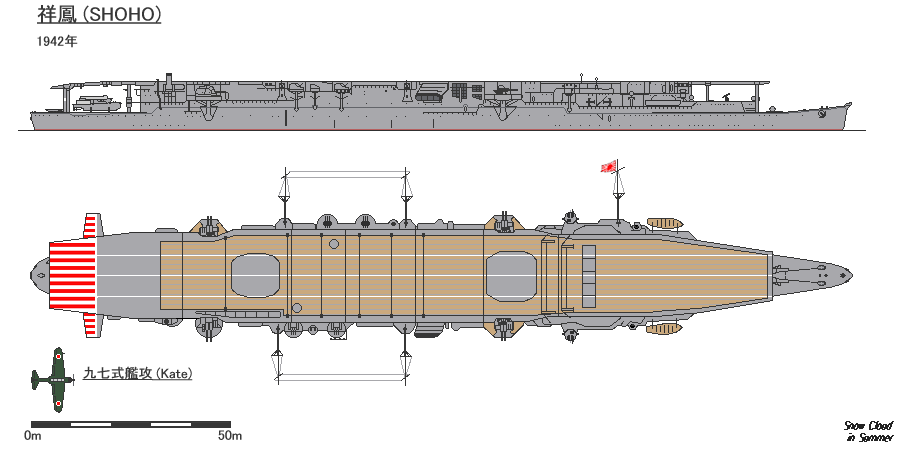
祥鳳艦形図

祥鳳（しょうほう/しやうほう、旧字体：祥󠄀鳳）は、日本海軍の航空母艦。
剣埼型潜水母艦「剣埼」（つるぎざき）として建造され、のちに航空母艦へ改造された。
太平洋戦争開戦後の1941年（昭和16年）12月22日、航空母艦として竣工。この時に「祥鳳」と改名した。第四航空戦隊に編入される。
1942年（昭和17年）5月、祥鳳は南洋部隊（指揮官井上成美中将、第四艦隊司令長官）の指揮下でポートモレスビー攻略作戦に参加。同作戦従事中の5月7日、珊瑚海において米海軍機動部隊（ヨークタウン、レキシントン）艦上機の攻撃で撃沈された（珊瑚海海戦）。本艦は、太平洋戦争の戦闘で最初に失われた日本海軍の空母となった。

## 歴史

### 艦名
剣埼の艦名は、神奈川県三浦半島東南の剱崎(劍崎)に依る。
日本海軍の軍艦としては2代目となり、初代「剣埼(剣崎)」は、海軍で最初にディーゼルエンジンを搭載した特務艦（運送艦/給油艦）。

### 剣埼

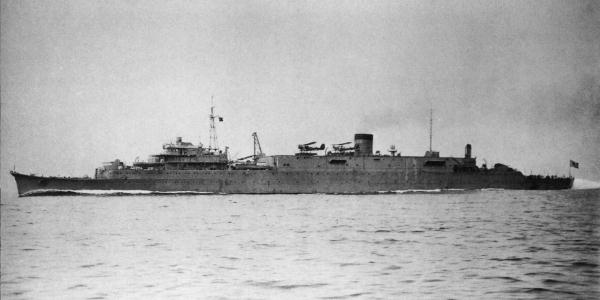
潜水母艦剣埼

ロンドン海軍軍縮条約により航空母艦の保有量を制限されていた日本海軍は、有事において短期間（軍令部希望1ヶ月 - 3ヶ月間）で航空母艦（空母）に改造できる艦船を建造することで、条約の制限を乗り切ろうとした。そのような意図で建造されたのが空母3隻（祥鳳、瑞鳳、龍鳳）の前身たる潜水母艦3隻（剣埼、高崎、大鯨）である。
①計画(第一次補充計画)で建造された空母予備艦が、潜水母艦大鯨である。最初から潜水母艦だった大鯨に対し、後発2隻（剣埼、高崎）は高速給油艦として設計されたが、建造中に潜水母艦へ変更された。
剣埼と高崎の姉妹艦2隻は横須賀海軍工廠で剣高（ケンタカ）と呼ばれていた。2隻は②計画(第二次補充計画)で建造が決まる。1933年（昭和8年）6月に具体的な要求事項が決定したが、本当の建造目的（空母化）は軍事機密として伏せられていた。この時点で、空母化を前提とした設計となっていた。
1934年（昭和9年）11月5日、日本海軍は正式に特務艦「剣埼 （ツルギザキ）」と命名。
同年12月3日、横須賀海軍工廠において、剣埼は潜水母艦大鯨、最上型巡洋艦3番艦鈴谷と同一船台で起工した。準姉妹艦（大鯨）に引き続いて電気溶接技術を多用したが、同艦での溶接失敗経験を生かして作業は順調に進んだ。
1935年（昭和10年）6月1日午後5時45分、剣埼は進水した。進水式に皇族の列席はなく、横須賀鎮守府司令長官末次信正大将の臨場下、村田豊太郎中将（横須賀海軍工廠長）、池田耐一造船少将（工廠造船部長）、福田烈造船中佐（進水主任）等が参加した。大学生だった福井静夫も進水式を見学している。
同日付で、山下知彦大佐は剣埼艤装員長に任命された。
剣埼進水後、第2船台では直ちに高崎の建造がはじまり、高崎は6月20日に起工した。
10月7日、山下（剣埼艤装員長）は横須賀海軍工廠総務部長へ転任。後任の剣埼艤装員長は、大塚幹大佐（当時、特務艦早鞆艦長）となった。
友鶴事件での復元性問題や、第四艦隊事件の船体構造問題を受けて、2隻（剣埼、高崎）も船体補強を実施した。高崎は建造中のため船台上での補強を実施したが、剣崎は進水済のため、約3年ほど横須賀港で繋留放置されている。
1936年（昭和11年）6月19日、横須賀海軍工廠で姉妹艦の高崎が進水した。
7月8日、同工廠で空母飛龍が起工した。
その時も、剣埼型2隻（剣埼、高崎）は建造途中のまま横須賀で停泊、放置状態であった。
10月7日、水崎正次郎大佐（高崎艤装員長）が早鞆特務艦長へ転任したことに伴い、大塚（剣埼艤装員長）は高崎艤装員長も兼ねることになった。
12月1日、大塚（剣埼・高崎艤装員長兼務）が重巡洋艦古鷹艦長へ転任したため、樋口曠大佐（当時、空母加賀副長）が剣埼艤装員長に任命された。
1937年（昭和12年）5月20日、樋口（剣埼艤装員長）は舞鶴海軍航空隊司令へ転任した。そのため柿本權一郎（高崎艤装員長）が剣埼艤装員長を兼務することになる。
6月15日、柿本大佐は剣埼・高崎艤装員長の兼務を解かれ、橋本愛次大佐（当時、装甲巡洋艦浅間艦長）が剣埼艤装員長となる。
11月16日、横須賀工廠で飛龍が進水した。その時も剣埼型2隻（剣埼、高崎）は横須賀に繋留されていた。
12月1日、橋本（剣埼艤装員長）は高崎艤装員長との兼務を命じられる。
1938年（昭和13年）9月15日、日本海軍は大鯨での経験を生かし、剣埼の高速給油艦から潜水母艦への改造に着手した。
9月20日、橋本（剣埼艤装員長）は制式に剣埼艦長となった。
11月20日、橋本（剣埼艦長、高崎艤装員長）は軽巡洋艦五十鈴艦長の兼務を命じられた。同日、館山沖で全力公試を実施。
同時期、剣埼は本艦を特務艦と宛名する郵便物に対し軍艦として扱うよう通達している。
12月15日、橋本大佐は各艦艦長兼務を解かれて五十鈴艦長のみとなり、高崎艤装員長には中里隆治大佐（大鯨艦長）、剣埼艦長には福沢常吉大佐が、それぞれ任命されている
1939年（昭和14年）1月15日、「剣埼」は潜水母艦として竣工した。
横須賀鎮守府籍となる。しかし将来の布石として大型複合ディーゼルを導入したものの、運転公試で故障が発生。その後も機関故障が続発、最大発揮速力は約17ノットに制限された。
2月5日、剣崎は、第二艦隊・第二潜水戦隊に編入された。2月6日、軽巡洋艦阿武隈から第二潜水戦隊旗艦を継承する。
北支や南洋方面で活動。11月15日、艦隊の再編により第一艦隊・第四潜水戦隊に編入、剣埼は同潜水戦隊旗艦に指定された。
同日附で、福沢（剣埼艦長）は第15防備隊司令へ転任した。後任の剣埼艦長は、伊藤尉太郎大佐となる。
翌年に掛けて南支や南洋方面で活動。高速大型の最新鋭潜水母艦2隻（大鯨、剣埼）が潜水戦隊に加わったことで、潜水艦部隊の練度は大いに向上したという。また潜水戦隊関係者の武技・体技大会も、格納庫を利用して開催された。居住性も良く、潜水艦乗員からは「剣埼ホテル」と呼ばれたという。
一方で、剣埼型2番艦高崎は1935年（昭和10年）6月20日に起工（剣埼の進水は同年6月1日）、翌年6月19日に進水したが、その後は前述のように剣埼と共に横須賀軍港で繋留放置されていた。
未完成のまま放置されていたため先行して航空母艦へ改造中の高崎は、1940年（昭和15年）12月15日付で空母瑞鳳と改名され、12月27日に竣工した。その際に『瑞鳳：1938年（昭和13年）1月15日起工、1939年（昭和14年）3月1日進水』という架空の起工・進水日を登録した。また本艦の場合も『1939年（昭和14年）1月10日起工、1940年（昭和15年）2月23日進水』という架空の起工日と進水日を設定した。このため本当の起工順は（1番艦：大鯨 - 2番艦：剣埼 - 3番艦：高崎）だが、航空母艦としての関係は（瑞鳳〈高崎〉 - 祥鳳〈剣埼〉 - 龍鳳〈大鯨〉）となった。
本艦（祥鳳）の空母改装は1940年（昭和15年）11月15日から横須賀海軍工廠ではじまった。横須賀鎮守府第四予備艦となり、航空母艦への改造工事に着手する。
同15日付で伊藤（剣埼艦長）は海軍潜水学校教頭へ転任する。建造中の翔鶴艤装員長城島高次大佐が、翔鶴艤装員長と剣埼艦長を兼務することになった。

### 祥鳳
剣埼は1940年（昭和15年）11月15日から計画通りに航空母艦へ改造されたが、不調のディーゼル機関をタービンと交換した。この工事に約1年掛かってしまった。不調のディーゼルエンジンを陽炎型駆逐艦の艦本式ボイラーと艦本式タービンに換装したのである。
1941年（昭和16年）4月17日、城島大佐は翔鶴初代艦長に任命され、引き続き2隻（翔鶴、剣埼）艦長を兼務することになった。
8月8日、城島大佐（翔鶴艦長、剣埼艦長）は両艦艦長兼務を解かれ、戦艦山城の小畑長左衛門艦長が剣埼艦長と山城艦長を兼務することになった。
10月1日、小畑艦長（山城艦長、剣埼艦長）は兼務を解かれ、剣埼艦長は元山海軍航空隊司令伊沢石之介大佐となった。
11月1日、横須賀鎮守府特別役務艦に定められる。
12月20日、ほぼ改装が終わった剣埼（祥鳳）と交替で、横須賀で大鯨の空母改造がはじまり、それにともない同艦が予備艦となった。
12月22日、改造完成により剣埼から祥鳳へと改名された。
同日付で航空母艦に類別。横須賀鎮守府籍。
伊沢大佐（剣埼艦長）以下、剣埼乗組員は祥鳳乗組員となった。また、艦艇類別等級別表の潜水母艦欄から剣埼型が削除された。
1941年（昭和16年）12月8日、太平洋戦争が勃発した（剣埼は改装工事中）。12月22日、本艦は完成および改名と共に第一航空艦隊隷下の第四航空戦隊（司令官角田覚治少将）に編入された。
第四航空戦隊から連合艦隊付属に転出した春日丸級特設空母1番艦春日丸(大鷹)の代艦であった。司令官角田少将は空母龍驤を旗艦として南方作戦・蘭印作戦に従事しており、空母として竣工したばかりの祥鳳は内地で訓練に従事した。なお、祥鳳への改名に際し空母鳳翔または空母翔鳳とする誤記が多発、郵便物の誤配に悩まされたという。
祥鳳の航空母艦としての最初の任務は、ニューブリテン島ラバウルに配備される零式艦上戦闘機（以下『零戦』）の輸送任務であった。1942年（昭和17年）2月1日付で、本艦は南洋部隊（指揮官井上成美第四艦隊司令長官）に編入された。
2月4日、祥鳳は駆逐艦帆風と共に横須賀港を出港した。当時の祥鳳搭載機は九六式艦上戦闘機4 (補用2) 機、九七式艦上攻撃機9 (補用4) 機だった。出港時の収容機は、九六艦戦6（内3機解体）、九七艦攻12（甲板上2機）、零戦9機であったという。
2月6日、対潜哨戒中に九六艦戦が着艦に失敗、パイロットは帆風に収容されるも戦死した。2月9日、第四艦隊（司令長官井上成美中将〈南洋部隊指揮官〉、旗艦鹿島）の根拠地トラック泊地に到着した。
2月13日に祥鳳はトラック泊地を出発、15日ラバウル北方150浬で飛行機を発艦させ2月16日にトラックへ戻った。祥鳳によりラバウルに零戦7機が輸送された。
航海中の15日、第四艦隊は本艦と帆風に対し、パラオでの基礎訓練と同基地配備の九六艦戦12機をトラック泊地へ輸送するよう命じた。2月18日、祥鳳隊（祥鳳、帆風）はトラックを出港するが、暗号解読により待ち伏せていたアメリカの潜水艦グレイリング (USS Grayling, SS-209) から狙われた。獲物まで400-500mまで迫ったもののグレイリングは攻撃に失敗し、祥鳳は何も知らぬまま航海を続けた。
2月20日、ウィルソン・ブラウン中将が率いる第11任務部隊（大型空母レキシントン基幹）がラバウル東方海面に出現したため、井上中将は練習巡洋艦(旗艦)鹿島、敷設艦沖島を率いてトラックより出撃、さらに第六戦隊（司令官五藤存知少将：青葉、加古、衣笠、古鷹）と祥鳳にも迎撃を命じた。
同日正午、祥鳳はトラックに向け反転。21日に第六戦隊（五藤少将）の指揮下に入る。レキシントン追撃のための措置だったが、本格的な交戦に至る前にラバウル航空隊の一式陸上攻撃機に迎撃され、第11任務部隊は撤退した（ニューギニア沖海戦）。第四艦隊の追撃作戦は中止され、祥鳳はパラオへ向かった。仮にこの時点で大型空母レキシントン (USS Lexington, CV-2) と対決した場合、珊瑚海海戦と同じ結末を辿ったと思われる。
2月24日、空母エンタープライズ (USS Enterprise, CV-6) の艦上機がウェーク島を空襲した。パラオへ向かっていた祥鳳は再び反転してトラック諸島近海に戻った。2月26日、トラックに到着する。以後は同地で訓練に従事した。3月上旬にもラバウル方面への航空機輸送任務を実施、零式艦上戦闘機20機がラバウルに進出した。

#### ドーリットル空襲
4月6日朝、搭載航空機を旧式の九六艦戦から零式艦上戦闘機に更新するため、トラック泊地を出発した。4月11日夕方、2隻（祥鳳、帆風）は横須賀に到着した。本艦は零戦18機（台南海軍航空隊用9機）、九六艦戦2機（分解収納）、九七艦攻6機を搭載し、4月20日に横須賀を出港する予定だった。
4月18日、ウィリアム・F・ハルゼー中将率いるアメリカ軍機動部隊（空母ホーネット、エンタープライズ基幹）が日本本土東方海面に接近した。哨戒漁船第二十三日東丸に発見されて通報されたため、第16任務部隊は予定より十時間はやくジミー・ドーリットル中佐以下B-25ミッチェル爆撃機16機を発進させると、東方へ退避した。昼間強襲を敢行したB-25隊は各地で爆撃に成功した。
ドーリットル空襲時の祥鳳は東京湾で航空隊発着艦訓練に従事中だったが、横須賀を爆撃したB-25に対し12.7cm高射砲2発を発砲した。つづいてアメリカ軍機動部隊追撃のため、訓練を中止して横須賀に入港する。当時の使用可能な祥鳳航空隊は零戦10、九六艦戦4、九六式艦上攻撃機6機であったという。
一方、米空母追撃の指揮をとる第二艦隊司令長官(前進部隊指揮官)近藤信竹中将は、まず横須賀在泊中の第四戦隊（愛宕、高雄）、第10駆逐隊（夕雲、巻雲、風雲）、第7駆逐隊（潮、曙、漣）、第8駆逐隊（朝潮、荒潮）、第4駆逐隊（嵐、野分）を率いて横須賀を出撃した。
同時に三河湾に停泊中の重巡摩耶（第四戦隊）、桂島泊地の第五戦隊（妙高、羽黒）、呉の軽巡神通（第二水雷戦隊）に前進部隊への合流を指示し、祥鳳に対しても前進部隊編入を下令する。本艦は近藤中将（愛宕）の指揮下に入り、米軍機動部隊を迎撃することになった。
4月19日、午前4時頃に横須賀を出発した祥鳳は千葉県野島崎付近まで駆逐艦2隻（朝雲、山雲）に護衛されたあと、単艦で前進部隊（第二艦隊）の後を追って東進した。
祥鳳の護衛には第7駆逐隊（潮、曙、漣）が指定されていたが、合流できないまま4月20日夕刻の作戦中止通達を迎える。
各隊・各艦は母港への帰路についた。
近藤長官は第7駆逐隊のかわりに第4駆逐隊（嵐、野分）を派遣する。
合流後、3隻（祥鳳、嵐、野分）は23日朝になり横須賀へ帰着した。

#### 珊瑚海海戦
祥鳳は1942年（昭和17年）5月7日の珊瑚海海戦において、第六戦隊司令官五藤存知少将が指揮するMO攻略部隊MO主隊（青葉、加古、衣笠、古鷹、祥鳳、漣）として日本軍輸送船団を護衛中に、フレッチャー提督とフィッチ提督が指揮するアメリカ軍機動部隊（第17任務部隊：ヨークタウン、レキシントン）艦上機の攻撃を受け撃沈された。経過は以下のとおり。
日本軍は米豪遮断作戦の一環としてニューギニア島の要所ポートモレスビーの攻略を目指していた（ポートモレスビー作戦）。その布石として第四艦隊（司令長官井上成美中将：旗艦鹿島）の指揮下でニューブリテン島ラバウルを占領、さらにフロリダ諸島ツラギ島を確保して水上機部隊の進出を企図する。連合軍にとってもポートモレスビーはオーストラリアの安全を守ると同時に、将来の反攻作戦における『跳躍台』として重要な拠点だった。連合軍（イギリス軍、アメリカ軍）はすでに日本軍の暗号を解読しており、祥鳳は新鋭空母龍鶴として認識されていた。また日本軍の複雑な作戦計画に乗じて敵軍の各個撃破を狙える立場にあったが、投入できる空母は2隻（ヨークタウン、レキシントン）のみで、戦力的に充分とは言い難かった。
一方の日本軍も、小型空母1隻（祥鳳）のほかに第五航空戦隊（司令官原忠一少将）の翔鶴型航空母艦2隻（瑞鶴、翔鶴）を投入することになった。南洋部隊としては空母加賀（その後、第二航空戦隊〈蒼龍、飛龍〉に変更）の増援を要請したものの、兵力不足のため第五航空戦隊の2隻に変更されたという経緯がある。
4月24日、祥鳳は吹雪型駆逐艦漣（第7駆逐隊所属）と共に横須賀を出撃した。4月29日、トラック泊地に到着して第六戦隊（第1小隊〈青葉、加古〉、第2小隊〈衣笠、古鷹〉）と合同した。だが第六戦隊との作戦打ち合わせは出撃前日に『辛うじて間に合った』という状況だった。
トラック泊地での会議では、第四艦隊参謀川井厳大佐、第五航空戦隊参謀山岡三子夫中佐も出席して、おもに祥鳳の運用について討議したという。第五航空戦隊側は空母3隻（瑞鶴、翔鶴、祥鳳）を集中運用する方針を示し、祥鳳側も搭載機を戦闘機に統一した上で防空任務を担うことを希望した。しかし第四艦隊は輸送船団の護衛を重視して、五航戦の案を却下した。また祥鳳飛行長杉山利一少佐は、祥鳳を輸送船団から分離させ適宜行動するよう主張したが、第四艦隊側は「輸送船団を安心させるために船団の視界内を航行するように」と主張、祥鳳飛行長の意見は却下された。輸送船団14隻の速力は約6 - 7ノットだった。
こうして祥鳳の任務はおおむね決定したが、第六戦隊司令官五藤存知少将としても『祥鳳は元来兵力微弱にして練度亦充分とは云ひ難い』小型空母の運用については悩むところがあり、水上機母艦部隊（神川丸、聖川丸）航空隊と連携した上で、本艦任務を船団上空護衛と定めた。
MO攻略部隊MO主隊は4月30日トラック泊地を出撃するが、最初の任務はツラギ攻略部隊の上陸支援だった。航空隊収容のため2隻（祥鳳、漣）は第六戦隊の重巡4隻から遅れた。5月2日に第六戦隊と合流するが、敵飛行艇迎撃時に事故で戦闘機1を喪失した。
5月3日、ツラギ攻略部隊はフロリダ諸島（ツラギ島、ガブツ島等）を簡単に占領、ただちに水上機部隊の基地設営がはじまる。MO攻略部隊は作戦成功によりツラギ方面部隊の護衛をやめ、日本軍輸送船団護衛のために反転した。
5月4日、フランク・J・フレッチャー少将が指揮する第17任務部隊はガダルカナル島南方海域に進出し、空母ヨークタウン (USS Yorktown, CV-5) の攻撃隊がツラギ空襲を敢行する。睦月型駆逐艦菊月（第23駆逐隊所属）を撃沈し、敷設艦沖島や駆逐艦夕月等に損害を与えた。
急報を受けたMO主隊（第六戦隊、祥鳳）は反転南下してアメリカ軍機動部隊を捜索したが、第17任務部隊は既に南へ避退しており発見できなかった。
5月5日昼間の船団護衛を実施後、祥鳳はブーゲンビル島ショートランド泊地にて給油艦石廊から夜間燃料補給を行うことになった。ところが作業不慣れのため約1時間しか補給できなかった。
そこで5月7日夜にデボイネ諸島で宝洋丸より燃料補給を行う手筈が整えられた。ショートランド出港後にオーストラリアより飛来したB-17重爆3-4機に爆撃されるが、特に被害はなかった。
同日、MO攻略部隊MO主隊、MO攻略部隊輸送部隊、デボイネ隊のいずれもアメリカ軍基地航空隊・機動部隊に発見され、5月7日の空襲は確定的となった。また日本軍も九七式飛行艇がツラギ南方約600海里に空母1隻を含む艦隊を発見して通報、日米双方とも艦隊決戦に向けて準備を進めた。第六戦隊第2小隊（衣笠、古鷹）は索敵機発進のため一時主隊から分離し、5月7日0700に合流した。
珊瑚海に進出したアメリカ軍機動部隊（第17任務部隊）は、フレッチャー提督が空母ヨークタウン (USS Yorktown, CV-5) に将旗を掲げて作戦全般を指揮し、オーブリー・フィッチ少将が大型空母レキシントン (USS Lexington, CV-2) に将旗を掲げて航空戦を指揮していた。
5月7日朝、索敵に出たSBDドーントレス (ヨークタウン所属機) はルイジアード諸島ミシマ島北方海面に『空母2隻、重巡洋艦4隻』を発見して母艦に報告する。第17任務部隊から西北西に約175海里で、フレッチャー少将は日本軍主力空母部隊と判断、躊躇なく総攻撃を命じた。攻撃隊90機以上（レキシントン隊50〈艦戦10、艦爆28、艦攻12〉、ヨークタウン隊43〈艦戦8、艦爆25乃至24、艦攻10〉）が発進した。
ところが偵察機が母艦に戻って報告したところ、『巡洋艦2隻（天龍、龍田）と駆逐艦2隻』の誤報であることが判明した。フレッチャー少将は激怒したが、日本軍輸送船団撃破を狙って攻撃隊を呼び戻さなかった。つづいてアメリカ陸軍のB-17重爆から空母1隻および数隻の艦隊を発見したとの報告が入り（最初の攻撃目標から北方35マイル地点）、アメリカ軍攻撃隊はこの『小型空母』に向かった。
一方、祥鳳以下MO主隊も朝から哨戒機や偵察機を発進させていたが、古鷹・衣笠偵察機(青葉経由)からアメリカ軍機動部隊発見の報告を受け、祥鳳は攻撃隊発進準備に着手する。当時の第17任務部隊は、MO主隊の東南東160海里（片道1時間20分ほど）に位置していた。だが直衛機の収容に手間取り、攻撃隊を発進させる前にアメリカ軍攻撃隊が来襲した。
午前8時30分、祥鳳も艦戦3・艦攻1を収容、艦戦3を発進させた。同時刻には青葉と加古からも水上機が発進した。また5隻（重巡4隻〈青葉、加古、衣笠、古鷹〉、駆逐艦1隻〈漣〉）は祥鳳を中心とした輪形陣を形成し、対空戦闘に備えた。

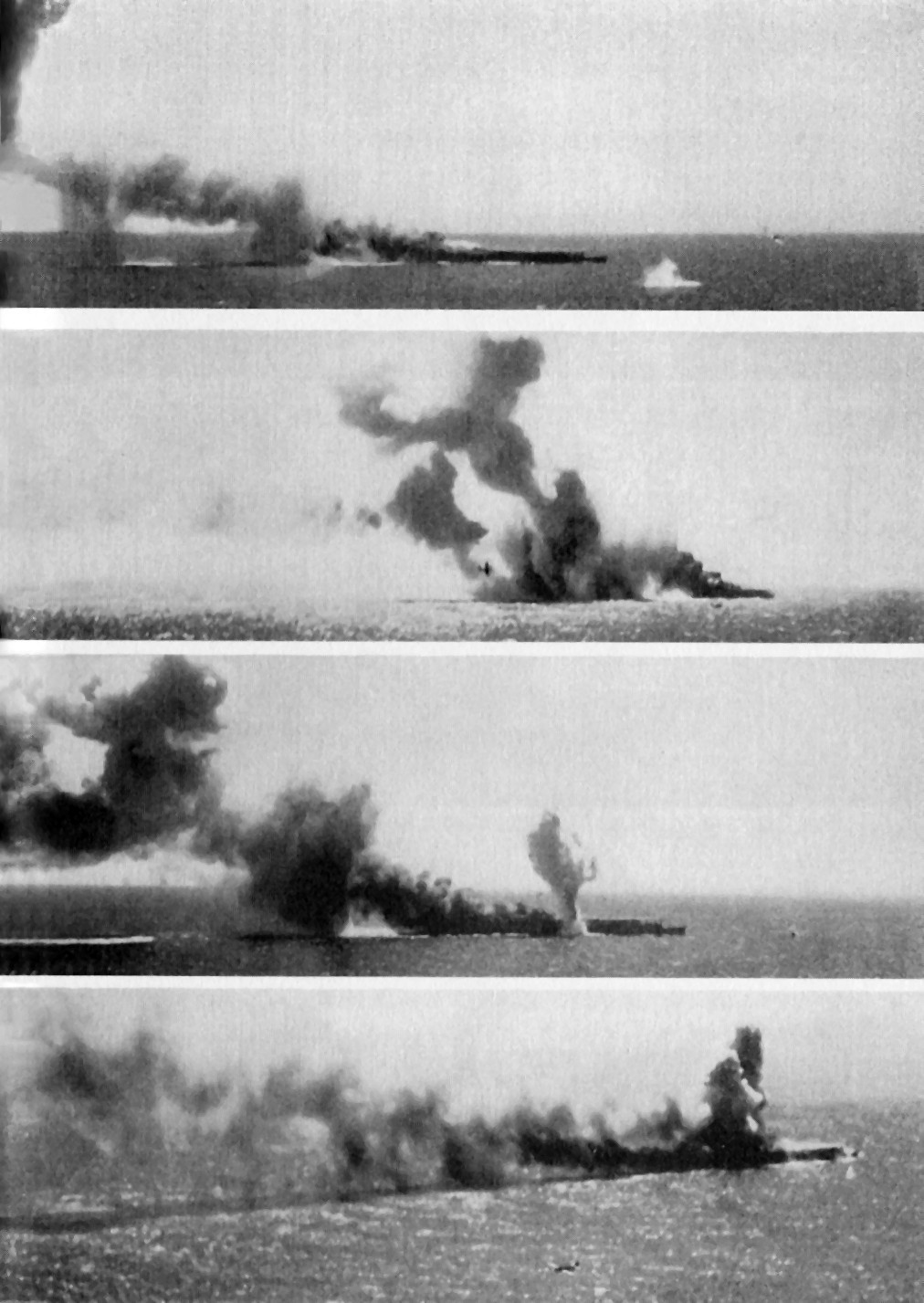
米軍が撮影した祥鳳への攻撃

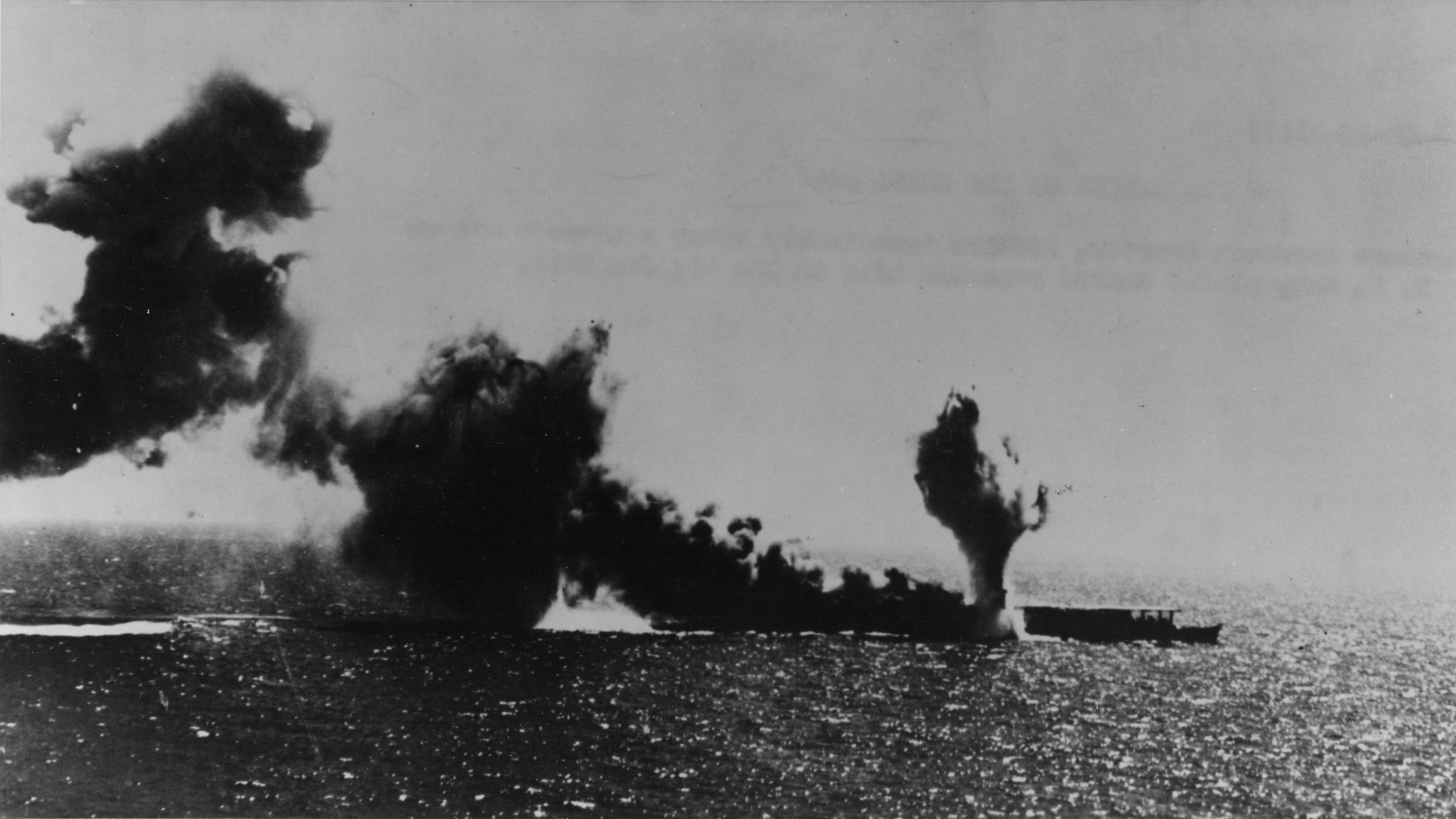
珊瑚海海戦にて魚雷攻撃を受ける祥鳳

午前9時前後、アメリカ軍機がMO主隊に対する攻撃を開始した。最初の急降下爆撃（レキシントン攻撃隊と推定）は回避に成功する。
続いて空襲下で零戦3機を発進させるも日本時間9時20分（現地時間11時20分）頃から次々に爆弾と魚雷が命中した。
零戦3機、九六艦戦3（乃至2）の護衛では、90機を越えるアメリカ軍機の爆撃機と雷撃機の同時攻撃を防ぐのは不可能だった。
TBD艦上攻撃機デヴァステイターより魚雷が投下され7本が命中、SBD急降下爆撃機ドーントレスより投下された爆弾13発が命中する。他に艦攻1機が魚雷を抱いたまま祥鳳左舷に自爆(特攻)したとされる。上空で戦闘を目撃したアメリカ軍の戦闘機パイロットが悲惨な光景に動揺するほどの徹底的な攻撃が、小型空母の祥鳳に叩き込まれた。レキシントン攻撃隊は爆弾7発命中と魚雷9発命中、ヨークタウン攻撃隊は爆弾14発と魚雷10本命中を報告しており、これは双方の航空隊が同時に攻撃を仕掛けたため戦果が重複したものとされる。また軽巡洋艦1隻破壊も報告したが、該当艦は存在しない。レキシントン攻撃隊のディクソン少佐は "Scratch one flat top" と無線連絡して有名になった。
祥鳳では短時間のうちに過剰ともいえる爆弾と魚雷が命中して大火災となった為、乗組員は手の施し様がなくなった。9時31分（現地時間11時31分）に総員退艦が発令される。
だが、相当数の乗組員が配置についたまま沈んだ。
退去命令より間もない9時35分（現地時間11時35分）に祥鳳は艦首から沈没し始め、アメリカ軍が沈めた史上初の空母かつ日本が喪失した最初の空母となった。アメリカ軍攻撃隊の損害は、SBDドーントレス3機喪失であった。祥鳳直衛隊機は3機が行方不明となり、零戦2と九六艦戦1がデボイネ諸島へ向かい、同地で不時着した。奥宮正武によれば1機は友軍地上部隊に誤射され撃墜された可能性があるという。祥鳳戦闘機隊の納富健次郎大尉は、翌年11月のブーゲンビル島沖航空戦で戦死した。
MO主隊はアメリカ軍機の再空襲を避けるため、祥鳳生存者の救助を中止して北上した。各艦は丸太、木片、救助用具、空樽などを投下すると、夕刻救助に戻る旨を祥鳳漂流者に手旗信号で伝え沈没現場を離れた。
12時15分、五藤司令官は漣を祥鳳の沈没現場に向かわせた。3時間後に到着して救助を開始する。沈没から約8時間も経過していたので生存者は広範囲に分散しており、漣による救助中に溺死した者もいたという。祥鳳全乗組員836名のうち、准士官以上3名・下士官兵約600名の計631名が戦死、生存者205名（負傷者72名）と記録されている。傭人3名（散髪、料理、洗濯）も戦死。乗員839名中生存者は203名とも。伊沢石之介大佐（祥鳳艦長）は生還した。また沈没時に乗艦していた報道班員（従軍記者）も救助されたが、漂流中にフィルムの乳剤が解けたため、戦闘中の祥鳳及び乗組員写真は現存しない。
18時55分、第六水雷戦隊旗艦（司令官梶岡定道少将）の軽巡夕張は溺者の声を聞いて第30駆逐隊（睦月、弥生、望月）と共に救助活動を行った。駆逐艦弥生は祥鳳乗員2名を救助する。つづいて母艦を見失った漣内火艇を発見し、同艦に帰艦させた。救助作業中の漣は、接近してきた夕張を敵艦と誤認しており、同士討ち寸前であったという。
その後、祥鳳生存者は給油艦石廊に移動後、トラック泊地で内地送還を待った。その際に伊沢大佐（祥鳳艦長）が加古の高橋艦長を訪問している。
5月17日、妙高型重巡洋艦2隻（妙高、羽黒）は第27駆逐隊（時雨、白露、有明）に護衛されてトラック泊地を出発する。祥鳳艦長以下生存者約200名は妙高と羽黒に分乗して呉に向かった。
5月7日のMO機動部隊（瑞鶴、翔鶴）の攻撃は、索敵機が給油艦ネオショー (USS Neosho, AO–23) を空母と誤認報告してこれと随伴駆逐艦に集中攻撃を行い、肝腎のアメリカ軍機動部隊には手を出さなかった。第六戦隊偵察機からの報告で第17任務部隊に薄暮攻撃を敢行するも、アメリカ軍戦闘機に迎撃されて戦果なく大損害を受けた。結果的に見て、祥鳳喪失（アメリカ軍攻撃隊の祥鳳への集中攻撃）は第六戦隊や攻略部隊輸送船団を間接的に守ったことになり、これはアメリカ側も「この種の海戦ははじめてなので仕方が無いが、空母を過剰に叩きすぎて巡洋艦や輸送船団を見逃してしまった」と認めている。一方で、機動部隊同士の戦闘においてはMO機動部隊（翔鶴、瑞鶴）がチャンスを生かせなかったことで無駄になったといえる。

#### 撃沈後
旗艦鹿島に乗艦してトラック泊地からラバウルに進出していた南洋部隊指揮官井上成美第四艦隊司令長官は、当時の心境について「東郷大将ハ如何ナサレシヤ」と思い出して平静を務め、「大事ナ陛下ノ御艦、而モ大事ナ空母ヲ最初ニ沈メタノガ自分ダト思フト実ニ自責ノ念ニ耐ヘズ。切腹シテスムナラ易イコトナルモ、切腹シタッテ沈ンダ艦ヲ如何セン。如何ニシテモ申訳ナシ、残念ダ、不運ダトモ思フ」と回想している。連合艦隊参謀長宇垣纏少将は陣中日誌『戦藻録』の中で、祥鳳の沈没について「祥鳳は特務艦剱崎の改造に依りて本年早々竣工第四艦隊に入れたるもの其壽命の短かりしを惜む。同艦飛行機の内戰闘機の一部は救助せられたるも艦攻は如何にせしや。大戰果の夢は去れり。戰は相手あり。思ふ様には行かぬものなり。敵の来襲豫期しある場合、今少し統一ある兵力の使用出来ざるものや。」と言及している。
真珠湾空襲以降、日本軍の攻勢に押されていた連合国軍にとって、祥鳳（アメリカ軍認識では龍鶴）の撃沈は、日本海軍主力艦艇の初の撃沈であった。その戦果は戦意高揚のため大いに宣伝されたが、実際には大破だった翔鶴も撃沈したと錯覚していた。
対する日本軍は誤認戦果もあって、珊瑚海海戦の大勝利を宣言している（大本営発表）。
祥鳳沈没に関しては、国民の動揺を抑えるため『給油艦を改造せる小型空母』と発表したり、表現している
。
また第四艦隊（司令長官井上成美中将）が受けた衝撃も相当なものだったという。戦史叢書では『兵力不足に加えて、広正面の作戦を担当していた南洋部隊としては、軽空母とはいえ、種々交渉の末ようやく与えられた、虎の子の空母であったからであろう。』と結んでいる。上記のように日本軍のポートモレスビー海上攻略構想は本海戦をもって頓挫し、珊瑚海海戦はアメリカ軍の戦略的勝利で終わった。
5月20日、航空母艦から祥鳳の削除が発表された。また水上機母艦瑞穂と同日付で軍艦籍から除籍された。

## 艦載機
計画
- 艦載機30機(零式艦上戦闘機18機(+補用3機)、九七式艦上攻撃機9機)[24]

1942年1月30日
- 艦載機27機（九六式艦上戦闘機6機+九七式艦上攻撃機12機+零式艦上戦闘機9機）
  - 定数28機（九六式艦上攻撃機常用12機（補用4機）+九七式艦上攻撃機常用9機（補用3機））

1942年4月23日
- 艦載機20機（零式艦上戦闘機10機+九六式艦上戦闘機+4機+九六式艦上攻撃機6機）

1942年5月7日
- 艦載機23機（零式艦上戦闘機7機+九六式艦上戦闘機5機+九七式艦上攻撃機10機）

## 同型艦
同型艦として、瑞鳳型航空母艦の瑞鳳が挙げられることがある。文献によっては祥鳳型航空母艦と記述し、1番艦祥鳳、2番艦瑞鳳とする。
1942年5月7日、珊瑚海海戦で祥鳳は撃沈されており、1943年9月25日付の艦艇類別等級別表では、瑞鳳型は瑞鳳、龍鳳となっている。

## 艦長
剣埼艤装員長
1. 山下知彦 大佐：1935年6月1日[59] - 1935年10月7日[61]
2. 大塚幹 大佐：1935年10月7日[61] - 1936年12月1日[69]
3. 樋口曠 大佐：1936年12月1日[69] - 1937年5月20日[70]
4. （兼）柿本權一郎 大佐：1937年5月20日[70] - 1937年6月15日[71] （本職：高崎艤装員長）
5. 橋本愛次 大佐：1937年6月15日[71] - 1938年9月20日[74]

艦長
1. 橋本愛次 大佐：1938年9月20日[74] - 1938年11月20日[75]
2. （兼）橋本愛次 大佐：1938年11月20日[75] - 1938年12月15日[78] （本職：五十鈴艦長）
3. 福澤常吉 大佐：1938年12月15日[80] - 1939年11月15日[86]
4. 伊藤尉太郎 大佐：1939年11月15日[87] - 1940年11月15日[94]
5. （兼）城島高次 大佐：1940年11月15日[95] - 1941年4月17日[97] （本職：翔鶴艤装員長）
6. （兼）城島高次 大佐：1941年4月17日[97] - 1941年8月8日[98] （本職：翔鶴艦長）
7. （兼）小畑長左衛門 大佐：1941年8月8日[98] - 1941年10月1日[99] （本職：山城艦長）
8. 伊澤石之介 大佐：1941年10月1日[99] - 祥鳳艦長 1941年12月22日[107] - 1942年5月20日[259]